# 拉瑙 (德國)
拉瑙是德国黑森州的一个市镇。总面积23.93平方公里，总人口8083人，其中男性3989人，女性4094人（2011年12月31日），人口密度338人/平方公里。